# Orzełówka (Litwa)
Orzełówka (lit. Ažulaukė) – wieś na Litwie, w okręgu wileńskim, w rejonie wileńskim, w gminie Rzesza, przy drodze krajowej 108.

## Historia
W dwudziestoleciu międzywojennym leżała w Polsce, w województwie wileńskim, w powiecie wileńsko-trockim, w gminie Rzesza. W 1931 miejscowość liczyła 134 mieszkańców, zamieszkałych w 23 budynkach.
Po II wojnie światowej w granicach Związku Sowieckiego. Od 1991 na niepodległej Litwie.
W 2023 Państwowa Inspekcja Językowa zażądała usunięcia tablicy z polską nazwą wsi z dwujęzycznej dekoracji ustawionej przy drodze. Mer rejonu wileńskiego Robert Duchniewicz odwołał się od tej decyzji, argumentując, że Orzełówka zamieszkana jest w większości przez Polaków oraz powołując się na konwencję ramową o ochronie mniejszości narodowych (nieratyfikowaną przez Litwę). Litewska Komisja Sporów Administracyjnych unieważniła nakaz, co w 2025 potrzymał Regionalny Sąd Administracyjny, do którego apelowała Państwowa Inspekcja Językowa.